# Cabo Muñoz
Cabo Muñoz är en udde i Antarktis. Den ligger i Västantarktis. Argentina, Chile och Storbritannien gör anspråk på området.
Terrängen inåt land är huvudsakligen kuperad, men söderut är den bergig. Trakten är obefolkad.